# 杉浦正健
杉浦 正健（すぎうら せいけん、1934年〈昭和9年〉7月26日 - ）は、日本の政治家、弁護士。自由民主党所属の元衆議院議員（6期）。法務大臣（第76代）、内閣官房副長官（政務担当、第2次小泉内閣・第2次小泉改造内閣・第3次小泉内閣）などを歴任した。
1990年2月の総選挙で大規模な買収を行い、岡崎市議会議員13人が逮捕され、同7人が書類送検された（杉浦事件）。17人もの市議を入れ替える補欠選挙を引き起こし、市政を混乱に陥れるが、自身の立件は免れ、2005年には法務大臣として初入閣した。2023年まで小池百合子都知事の政治団体「百乃会」の代表および会計責任者を務めた。

## 来歴・人物
愛知県矢作町大字東本郷（現・岡崎市東本郷町字荒井前）に生まれる。教員だった父の奉職地の名古屋市に移り、愛知県第一師範学校附属国民学校に入学。戦争末期に故郷に疎開、矢作町立矢作南小学校に4年生から編入した。岡崎市立矢作中学校を経て、愛知県立岡崎高等学校に入学。高校では仲間とともに哲学研究会を立ち上げた。出隆の『哲学以前』に感銘を受ける。
1953年、東京大学に入学。駒場寮では委員長をつとめ、寮の歴史研究会に入った。「僕らが入った頃は日共系。『資本論』だとか毛沢東の本とか『レーニン全集』とかにずうっと傾斜していきました」とのちに語っている。経済学部では山田盛太郎のゼミ生となった。父に命じられ、日本社会党参議院議員の成瀬幡治に会う。愛知県教員組合初代委員長として鳴らした成瀬は、教員時代は杉浦の父の部下であった。
1955年、本郷に進むと、社会教育家の穂積五一が主催していた「新星学寮」に入寮。アジア各国からの留学生の世話を始める。1956年、ハンガリー動乱が勃発。「旧ソ連軍の戦車が市民を抑える姿を見て」社会主義思想から心が離れる。
1957年3月、穂積の指導のもと東大アジア学生友好会を結成。同年に大学を卒業し川崎製鉄（現JFEスチール）に入社するも、穂積に呼び戻され1年で退職。1959年8月の海外技術者研修協会（AOTS）の設立、1960年6月のアジア文化会館の設立などに参画した。海外技術者研修協会の補助金獲得のため、毎年予算時期になると衆議院議員の安倍晋太郎の世話になったという。

### 弁護士から政界へ
川崎製鉄に同期入社し、独身寮で1年起居をともにした同僚の妹と1963年に結婚。結婚相手の父親はゾルゲ事件においてリヒャルト・ゾルゲの官選弁護人をつとめた浅沼澄次であった。これが縁となり「跡継ぎ」のような形で34歳から司法試験の勉強を始める。
1972年、弁護士登録。当時ストリッパーとして著名であった一条さゆりは引退興行中の同年5月7日、猥褻物陳列罪容疑で逮捕された。同年12月、地裁判決で懲役1月を言い渡されるが、控訴審の弁護人を務めたのが、杉浦ら若手の弁護士だった。当時、ストリップ劇場は全国で300館くらいあったと言われ、一つの劇場に10人以上の踊り子が出ていた。観客は1日数万人。その一大娯楽産業に対し警察が定期的に取り締まりをし、搾取される側の女性たちに前科をつけていくことに杉浦は疑問を感じていた。「踊り子は猿回しのサルと同じです。実際の責任はサルを回す側にあるはずなのに、サルに責任を押しつけるのは間違っている」と杉浦はのちのインタビューで答えている。一条は最高裁まで争うが、敗訴した。
1982年、第一東京弁護士会副会長に就任。

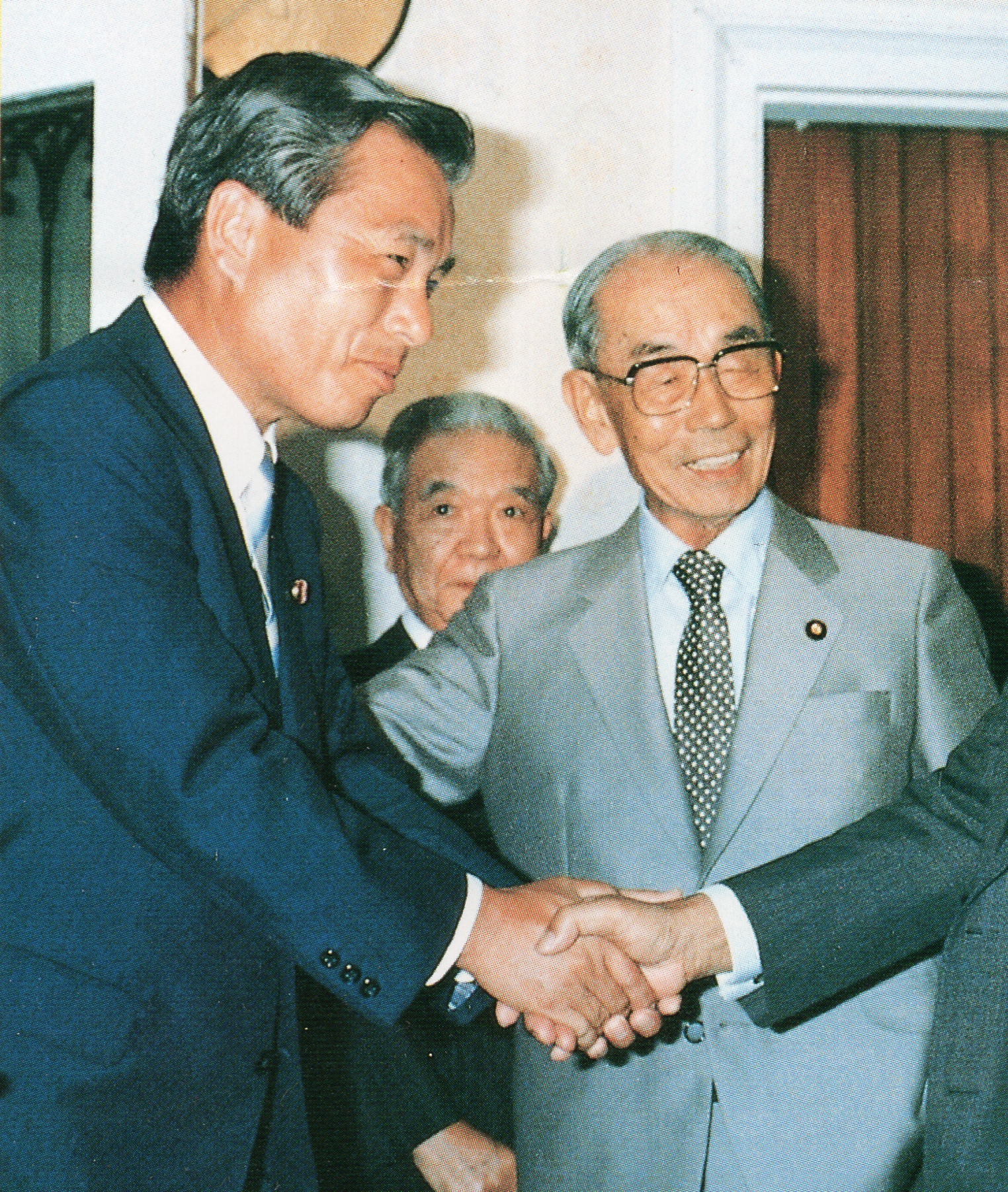
小山五郎、福田赳夫元首相と（1987年）

1985年、国会議員への転身を考え始め、福田赳夫と第一高等学校時代の親友だった弁理士の谷山輝雄が福田に杉浦を推薦。されども、旧愛知4区には福田派の重鎮、中野四郎元国土庁長官がいた。義父の浅沼澄次が第一高等学校・東大で同期として親しかったこともあり、福田とは浅からぬ縁があったが、中野の存在はいかんともしがたかった。
そんな中、7月10日に中野が渋谷区の自宅で階段を踏みはずして入院。7月16日に容態が悪化し、翌日、酸素吸入器と人工蘇生器がつけられる。
同年秋、東京に大学生の長女、高校生の長男を残し、妻と岡崎市に移り住んだ。10月12日、衆院選に向けた事務所を岡崎市末広町3丁目に開設。10月21日、中野は急性心不全によりこの世を去った。
同年11月6日、第1回後継者選考委員会が開かれるも、後継候補として名前が挙がったのは知立市選出の県議の鈴木政二、中野の第一秘書の中原義正、志賀重昂の孫で前特許庁長官の志賀学、安城市選出の県議の杉浦正行の4名であった。ことに後援会最高顧問の鈴木熊次郎（中日本鋳工株式会社会長）は杉浦正行を強く推していた。岡崎市長の中根鎭夫は近畿財務局総務部長の谷川憲三の擁立に動いたが失敗に終わっている。12月19日の幹部総会において、稲垣実男の選挙参謀である杉浦正行が候補から脱落。さらに1986年1月、岡崎市出身の志賀が候補から脱落。2月2日、岡崎は福田派の市議が5人しかいなかったが、自民党岡崎支部は杉浦正健の推薦を決定。2月6日、福田派幹部会が開かれ、鈴木政二が後継者に内定する。ところがその8日後、鈴木は父親の病気を理由に内定を返上。2月19日、中原義正は記者会見し、「中野先生の遺志を継ぐ」として出馬を表明した。
こうした情勢の中、福田赳夫は鈴木熊次郎ら幹部の面々を東京に招き、「杉浦君は必ずものになる。杉浦君を頼む」と両手をついて頭を下げたと言われている。安倍晋太郎の後押しもあり、3月19日、ついに杉浦が後継者に内定した。選挙の軍資金として杉浦は3億円を用意した。自己資金は預金と援助のほか東京に持っていたマンションを売り払って2億円。残りは家を担保に銀行から5千万円、弁護士仲間から「有る時払い」で5千万円、それぞれ借りた。

### 衆議院議員に初当選
1986年6月2日、衆議院解散。永田安太郎以来31年ぶりの地元保守系代議士の誕生を目指す岡崎市では、かつて稲垣実男派の県議であった中根鎭夫市長はじめ、自民系市議のうち一人を除いた全員が杉浦の支援に回った。7月6日の総選挙において、旧愛知4区順位3位で初当選した。
1988年の岡崎市長選は、前年の葵博で市制70周年記念事業事務局長を務めた石原武建設部長が中根市長の3選阻止に立ち上がった。「骨肉の争い」と評されたこの年の市長選において、自民党岡崎市支部長の柴田尚道前県議は石原を支持し、保守系市議は自民クラブの推す中根派と市政クラブの推す石原派に真っ二つに割れた。保守勢力のまとめ役となるべき杉浦は中根の支持に回り、稲垣実男も中根を支援。これに対し浦野烋興が石原を支援したため、自民党派閥の代理戦争の様相も示した。岡崎市選出の自民党県議も二つに分かれ、柴田紘一は中根につき、内田康宏は石原についた。7月31日投開票。中根は3選を果たしたものの、石原を支持した旧中野四郎派の人々が杉浦から離れ、のちの現金買収事件を生む遠因となった。
同年9月2日、金のかからない政治、選挙の実現を目指し、武村正義、鳩山由紀夫らと共に政策勉強会「ユートピア政治研究会」を結成。

### 再選・選挙違反事件
杉浦の実弟の杉浦矩康は1986年の総選挙後、兄の公設第一秘書となった。その年の清和会の忘年会で先輩秘書から裏金づくりを教えられる。自身の給料やボーナス、就職斡旋の謝礼金などを3年がかりでこつこつと貯め、議員会館の机の引き出しに1,300万円を蓄えた。
杉浦矩康と岡崎高校時代の同窓生で、岡崎中央魚市場社長の鈴木康夫は1986年の総選挙では選挙事務所で書類整理などを行っていた。1988年の市長選で選対幹部が分裂すると、矢作町出身の鈴木は杉浦から「康ちゃん」「康夫くん」と地元のことを一切任されるようになった。そして1989年11月頃、岡崎市議の間で「杉浦はケチで面倒見が悪い」との悪評が流れているのを聞き、買収工作を計画。東京の矩康に電話し「議員さんにモチ代でも」と持ちかけた。
1989年12月5日、海部内閣は閣議で年末年始の政治日程を決定。年が変われば衆議院議員の任期は残すところ半年余しかなくなり、次期衆院選は「翌年2月3日公示、2月18日投票」との観測が強まった。12月中旬、鈴木は矩康から1,300万円を受け取り、これを選挙買収の原資とした。12月下旬にかけ、後援会事務局長として、保守系市議に対し一人当たり30万円または50万円の現金を配って歩いた。すぐに突き返した議員も複数いたが、金を受け取った市議20人は洋服代や娘の結婚資金、借金返済、自身の後援会幹部への歳暮代などに充てた。集票活動に使った者は一人もいなかった。同年12月下旬、杉浦は約1千万円をかけ、岡崎市牧御堂町の縦横100メートルの敷地にプレハブ2階建てと平屋建ての計3棟の事務所を建てた。他陣営は「日本一大きいのでは」と揶揄した。
1990年1月9日、後援会常任役員会が開かれた。選対の委員長には、1980年の内田事件で逮捕され、1984年の市議選で返り咲いた石川新平市議が就いた。石川ら幹部が「中根鎭夫後援会」と「杉浦正健後援会」が合同で開く新年会の案内文を配ったとき、医師で後援会会長の岩瀬敬司が「ちょっと待った。そんなことは聞いとらんぞ」と突然声を荒げた。新年会は結局「中根鎭夫後援会」の単独主催となるも、選挙前の大事な集まりのはずの新年会が後援会長の耳に入ってなかった事実に関係者の多くは不安を覚えた。1月16日に開かれた選対婦人部の会合で石川は「兵隊は上官の命令には『はい』と言って従うものだ」と口上を述べたあと、役職のリストを配布。婦人部長の欄には、杉浦の高校時代の恩師で、小学生バスケットボールの指導者として知られる愛知県女子体育連盟会長の矢田香子の名前があった。公示後も陣営内のちぐはぐぶりは続く。2月13日朝、矢田の自宅に「今日午前10時から婦人部の総決起大会があります。挨拶してください」という電話が入るが、矢田が大会の開催を聞いたのはその日が初めてであった。
こうした背景の中で発言力を増していったのが、前市議会議長の河澄亨だった。河澄は総選挙を翌春の自らの県議選の基盤づくりに利用せんとする意図があり、前回杉浦の擁立に尽力した反河澄派の市議らを選対中枢部から排除。陣頭指揮に立ち、選対を牛耳った。河澄に対する反発は強かったが、陣営では宮川達、広瀬倉吉、村松武ら河澄派の市議5人を「五奉行」と呼び、別格扱いした。
旧愛知4区の中でとりわけ「金食い選挙」ぶりが目立ったのが杉浦陣営であった。1月下旬、岡崎、西尾の両市で総決起大会が開催。岡崎会場では100人以上の女性にペンライトを振らせ、ビデオカメラを使ってステージの両脇に演説者のアップを大画面で映し出した。西尾会場では開会前の余興として手品師や演歌歌手のショーを企画した。1台約8万円で約50台のバスを借り切り、両会場で約4000人を動員し、会場の入口でパンと牛乳が入った袋を参加者に配った。支援者のタクシー会社ではポスターが横一列に何十枚も張られ、通行人を驚かせた。
同年2月18日、総選挙実施。社会党新人の川島實がトップで初当選。杉浦は得票数3位で再選。翌2月19日、買収申込みの疑いで鈴木康夫が逮捕される。2月22日から3月19日にかけて、被買収の疑いで市議13人が逮捕され、市議7人が書類送検された。3月5日、杉浦矩康が買収の疑いで逮捕された。「市長選のしこりで杉浦から去って行った初当選時のベテラン選対連中が、もしそのまま残っていたら、こんな素人選挙はしなかったろうに」「これほど市議が大量に捕まるのは、選挙を知らない鈴木が〝オキテ〟を破って、あからさまにしゃべっているからだ」と支援者は悔しさをにじませた。
実弟の杉浦矩康と後援会事務局長の鈴木が逮捕されたにもかかわらず杉浦は連座制の適用を受けなかった。連座制を規定する公職選挙法251条の2は「公職の候補者又は公職の候補者となろうとする者」を対象としているが、改正前の事件当時は「公職の候補者」とのみ記されていた。また、この言葉を字義どおりに解釈する最高裁判所昭和35年2月23日判決があったことから、買収工作時点で杉浦は「公職の候補者」に当たらず、丹羽兵助と同様に起訴を免れた。
同年3月30日、ユートピア政治研究会の会合が開かれる。生気を失った杉浦に対し同情的な議員もいたが、同僚たちが一様に不思議がったのは「たいして票にならない」市議への買収の効果であった。ある国会議員は取材に対し「本気で買収するなら、まじめに選挙をやっている人に渡して末端にまいてもらう」とコメントした。
同年9月25日までに17人の市議が辞職し、11月4日にその補選が行われた（翌1991年にさらに2人辞職）。
1993年7月の総選挙は、社会党現職の川島に4,100票差で敗れ落選。

### 小選挙区導入・3選

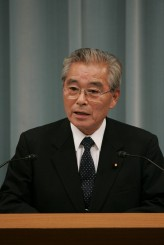
2005年1月、法務大臣就任時の会見にて

1994年8月11日、衆議院議員選挙区画定審議会は、政治改革四法における「小選挙区300・比例代表200」の具体的な区割り案を村山富市首相に勧告。旧愛知4区のうち、岡崎市は西尾市、旧幡豆郡、額田郡とともに愛知12区を構成することとなった。翌8月12日には選挙区ごとの候補予定者の動向が愛知県の地元紙によって報じられた。
現職の稲垣実男と前職の杉浦はともに愛知12区からの立候補を希望。1995年7月10日、自民党愛知県連は稲垣、杉浦の両者を愛知12区の公認候補として党本部に推薦し、いずれかを比例区に回すことを決定した。振り分けは党本部に一任されることとなった。あわせて党県連は、稲垣の地盤の一つである愛知13区について、農林水産省職員の大村秀章の公認申請を党本部に行った。同年11月24日、稲垣と杉浦は党本部で白川勝彦総務局長を交えて会談。杉浦が小選挙区から出馬し、稲垣が比例東海ブロック単独に回ることで合意がなされた。
1996年10月の総選挙で新進党に移籍した川島實らを破り、返り咲く。稲垣も7回目の当選を果たした。
2000年4月、党内有志とともに議員連盟「道州制を実現する会」を設置。このとき立ち上げに参画した官僚の中に重徳和彦がいた。
同年6月25日、第42回総選挙が行われ4期目の当選。同年8月5日、総選挙で公明党、保守党との選挙協力に失敗した責任をとり、村田敬次郎が自民党愛知県連会長を辞任。9月1日、村田の後任として党県連会長に就任した。
総選挙直後の6月28日、岡崎市長の中根鎭夫が6選出馬の意向を明らかにした。杉浦は先の総選挙で連日中根の応援を受けており、この時点で自民系市議の大半は中根に推薦状を出していた。「5期でやめると言ったはずではないか」と反発を感じた青山秋男県議（自民党岡崎支部長）と柴田紘一県議（同党）は中根に直接会い「どなたか市長さんの推薦される方を出して下さい。私達は応援しますから」と説得にかかるが、中根は「各種団体から多くの出馬要請を受けている以上、今さらやめるわけにはいかない」とはねつけた。反中根陣営は経済界を巻き込んで6選阻止に向けて動き始める。さらに7月5日、河澄亨市議が市長選の推薦依頼を自民党に提出した。
杉浦は7月23日までに候補者一本化の調整を行うこととなっていた。しかし中根は、連合愛知三河中地域協議会と政策協定を結び推薦を受けたことを7月19日に発表。青山と柴田は7月21日、岡崎商工会議所会頭の大川博美ら財界関係者と協力して候補者擁立のための団体「新世紀の岡崎市政をつくる会」を発足させた。7月26日、同団体は全会一致で柴田の推薦を決め、杉浦も柴田支援を表明した。結局、自民党はいずれの候補者に対しても推薦を出さかなかったが、岡村秀夫をはじめとする保守系市議16人は7月31日に「自民党岡崎市議団」を結成して中根の支援に回り、内田康宏県議は前回の選挙につづいて中根の選対本部長に就任した。市長選は9月10日に行われ、柴田紘一が初当選を果たした。保守3分裂という異例の事態となったことに対し、「もっと早くから収めればこんなことにはならなかった」と杉浦の調整力不足を非難する声も上がった。
2001年4月14日、杉浦の発案による愛知政治大学院が開校。同大学院の学長に就任。
2003年11月の総選挙で5期目の当選。愛知県下の候補者がのきなみ敗北したため、自民党県連会長を引責辞任。
2005年9月の総選挙で6期目の当選。同年10月31日に発足した第3次小泉改造内閣で法務大臣を務めた。党内では清和政策研究会（安倍派→三塚派→森派→町村派）に属した。森派では小泉純一郎の側近中の側近といわれた。
2008年9月1日、福田康夫首相は首相と自民党総裁の辞意を表明した。これに伴い同月22日に行われた自民党総裁選には麻生太郎ら5人が立候補した。清和会会長の町村信孝や安倍晋三は麻生支持に回ったが、杉浦は同じ派閥の小池百合子の選挙責任者を務めた。

### 政界引退

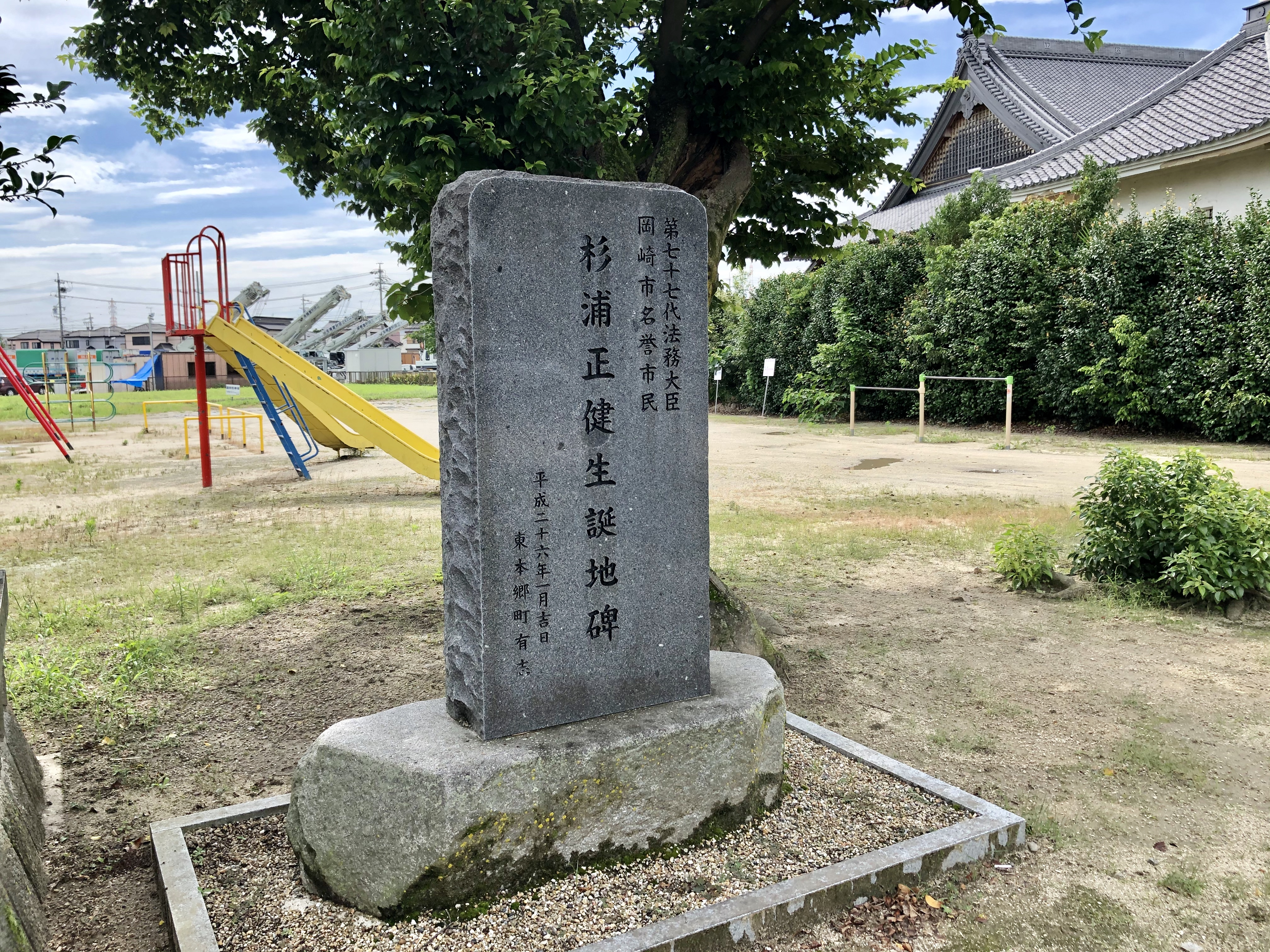
2014年1月、生家がある岡崎市東本郷町の住民有志によって、記念碑が町内の飛鳥神社に建てられた。

2009年8月の総選挙で民主党の中根康浩に敗れる。同年11月17日、政界引退を正式に表明。地盤は青山秋男県議の息子の青山周平が継承した。
2012年6月12日、岡崎市名誉市民に推挙された。
同年8月8日、野田佳彦首相が「近いうちに国民の信を問う」と発言したことから。遠くない時期に解散総選挙が行われるとの観測が一気に強まる。同年同月、元総務官僚の重徳和彦から相談を受けた杉浦は「『古い自民党でなく新しい政治を作るんだ』と堂々と出馬すればいい。自分が重徳君と同じ歳だったら同じ行動をとっていただろう」と述べ、衆院選・愛知12区への出馬を促した。その一方で、同年12月の総選挙では自民党公認の青山の選対事務長を務めた。日本維新の会から立候補した重徳は青山に敗れるが、比例復活で当選した。重徳の後援会の会長には、1990年の選挙違反事件の首謀者である鈴木康夫が就いた。
2017年4月29日の春の叙勲で、旭日大綬章を受章。
同年6月30日、小池百合子都知事は政治団体「フォーラム・ユーリカ」を解散。7月2日に行われた東京都議会議員選挙で小池率いる都民ファーストの会は大勝し、小池は翌8月に政治団体「百乃会（ひゃくのかい）」を新たに設立した。小池と旧知の仲である杉浦は同団体の代表および会計責任者に就いた。2023年に同代表および会計責任者を退いた。

## 選挙の記録
| 執行日         | 選挙   | 選挙区    | 当落 |
| -------------- | ------ | --------- | ---- |
| 1986年7月6日   | 第38回 | 旧愛知4区 | 当   |
| 1990年2月18日  | 第39回 | 旧愛知4区 | 当   |
| 1993年7月18日  | 第40回 | 旧愛知4区 | 落   |
| 1996年10月20日 | 第41回 | 愛知12区  | 当   |
| 2000年6月25日  | 第42回 | 愛知12区  | 当   |
| 2003年11月9日  | 第43回 | 愛知12区  | 当   |
| 2005年9月11日  | 第44回 | 愛知12区  | 当   |
| 2009年8月30日  | 第45回 | 愛知12区  | 落   |

## 発言

### 機密費流用事件
外務副大臣に就任した2001年、パラオ大使館の会計担当職員が公金を不正流用し、1年間の停職処分を受けていたことを外務省が隠蔽していた問題について、記者会見で「職員の将来を思い、武士の情け、人情で了解した」と発言し、公表しないよう要請した事務当局の意向を受け入れたことを認めた。さらに「隠蔽という言葉は不適当だ。公表しないことをもって、隠蔽とは言えない」と語るとともに、今後、同様の不祥事が発覚した場合も「（公表は）ケース・バイ・ケースだと思う」と発言した。

### 北朝鮮拉致事件
内閣官房副長官在任中の2004年5月30日、北朝鮮による拉致被害者の曽我ひとみと北朝鮮に残る家族との再会が果たせぬままであることに関し、国防委員長金正日からの「北京での再会」提案を曽我が容認したとする主旨の発言をしたが、曽我からは「北京以外で再会したい」との声明が出された。

### 元慰安婦を訪問
2011年2月13日、韓国のナヌムの家を訪問し、慰安婦被害女性らを慰労した。また、韓国の金成浩元法務部長官と「韓日両国の元法相が民間レベルで歴史の痛切な現場を訪れ、慰安婦被害女性の実情を把握し、痛みを分かち合う」ため、慰安婦歴史館などにも足を運んだ。「会って被害を確認したかった。（見聞きしたことは）日本に帰って知らせたい」、「若者たちに正しい歴史が伝えられることを望んでいる」とコメントした。

### 死刑執行問題
弁護士出身で、また死刑制度に反対している真宗大谷派の門徒であることから、2005年の法務大臣就任時に「死刑執行のサインをしない」と発言した（1時間後に撤回）。法務大臣在任中の2006年9月にも法務省側から提示された死刑執行命令書への署名を拒み、小泉純一郎の自由民主党総裁任期満了に伴う内閣総辞職の同月26日まで死刑は執行されなかった。1993年に後藤田正晴が法務大臣として死刑執行を再開して以降、死刑執行命令書に署名しないまま退任した法務大臣としては、2024年に第2次岸田第2次改造内閣で法務大臣を務めた小泉龍司が退任するまで、最長在任記録(331日)であった。
杉浦は死刑執行命令書に署名しなかったことついて、「死刑反対論者ではないが、信条に従った」と述べている。また死刑制度については「国際社会で、大きな流れでは廃止の方向に向かっている。終身刑の導入をはじめ、セットにならないといけない」と述べている。

なお、刑事訴訟法第475条は、法務大臣は判決確定から6ヶ月以内に死刑執行命令を発令するよう規定しているが、事実上死文化している。

### 代用監獄問題
逮捕された被疑者が送検後、検察官の管理下にあっても引き続き警察の留置場に留め置かれている代用監獄問題で法相として改善を表明した。2006年4月12日の衆議院法務委員会で「正直言って、私も、先進国であるとは言えないんじゃないかというふうに思います」と法務大臣として答弁した。

### ライブドア
ライブドアの証券取引法違反再発防止策の作成に現職検察官（検事、法科大学院教授）が助言していた問題に対し、2006年2月28日、杉浦は「法的には問題ないが、好ましくはない。検事という身分はわきまえてもらわないと」と批判した。
2006年4月27日、前ライブドア社長堀江貴文の保釈を受け、杉浦は「（保釈直後の）あの姿を見たら、再起してもらえるんじゃないかという印象を受けた」「元気そうだ。本を（拘置所で）200冊も読んだんでしょ。すごいね。まだ若いし、裁判をきちっとやってほしい」と発言した。

### 文仁親王妃紀子の出産
2006年9月6日の文仁親王妃紀子の出産について、「男子が誕生されるのを期待していますけどね。ご無事であることを祈っています」と前日の記者会見にて述べた。宮内庁長官羽毛田信吾は、「出産を控えた妃殿下の気持ちを考えると、軽々におっしゃるのはいかがなものか」とする遺憾の意を宮内庁長官秘書官を通じて杉浦に伝えたことを、9月12日の定例記者会見で発表した。

### 少年法
2006年8月28日に発生した山口女子高専生殺害事件で、容疑者とされ行方不明だった19歳の男子学生の実名と写真を一部の週刊誌が掲載したことについて、9月8日に「少年法の関係で事実関係について調査し対応を検討している。いずれ報告があると思うので、そのうえで対応を決めたい」と述べた。また、行方不明の男子学生が自殺体で発見されたあとの実名報道には「表現の自由ということはあるが、少年法の趣旨や少年の家族のことも考えると、プライバシーとの関係で問題がないのかどうかと問われると、ないとも言えない感じがする。難しい問題なので事実関係をよく調べて対応を決めたい」と述べた。
本人は衆議院法務委員長を務めていた当時、厳罰化による少年犯罪の抑止を盛り込んだ少年法の改正を手掛けている。

## エピソード
- 穂積五一を「最大の人生の恩師」と呼ぶ[142]。穂積の影響を受け、東大アジア学生友好会、アジア文化会館、通産省所管の海外技術者研修協会（AOTS）などの設立に関わった[14][15]。
- 1956年初夏、杉浦はアジア人留学生への資金援助を請うため、当時自民党幹事長だった岸信介の事務所を訪れた。このとき事務所で応対したのが岸の長女の夫の安倍晋太郎であった。同年12月23日、石橋湛山内閣の外務大臣として岸が入閣すると、安倍は毎日新聞社を退職し、外務大臣秘書官となって岸に仕えた。杉浦は以後もたびたび岸のもとを訪れるが、それに伴い秘書官の安倍との交流も始まった。1958年、安倍は衆議院議員に初当選。杉浦は海外技術者研修協会の補助金獲得のため、毎年予算時期になると安倍の世話になったという[17][18]。1985年10月に中野四郎が死去した際、安倍が領袖の福田赳夫とともに杉浦を後継に推したのはこうした経緯があったからであった[143]。
- 1986年に初当選した清和会所属の尾形智矩は1期しか衆議院議員を務めなかったが、杉浦と尾形は、尾形が亡くなる2008年まで親しい間柄だった。
- 児童買春、児童ポルノに係る行為等の処罰及び児童の保護等に関する法律の提案者で、「買春」を初めて「かいしゅん」と読んだ人物でもある[144]。

## 役職
- 1990年 - 農林水産政務次官
- 1992年 - 国土政務次官
- 1996年 - 自民党環境部会長
- 1997年 - 自民党財政部会長
- 1998年 - 衆議院法務委員長
- 1999年 - 自民党総務会副会長
- 2000年 - 自民党政務調査会副会長
- 2000年 - 自民党愛知県連会長
- 2001年 - 第1次小泉内閣で外務副大臣
- 2002年 - 自民党国家戦略本部事務局長
- 2003年 - 清和政策研究会政策委員長
- 2004年 - 第2次小泉改造内閣で内閣官房副長官
- 2005年 - 第3次小泉改造内閣で法務大臣
- 2012年 - 日本弁護士連合会に設置された死刑廃止検討委員会顧問に就任[145]

## 主な所属団体・議員連盟
- 愛知政治大学院（名誉学長）[146]
- 一般社団法人パチンコ・パチスロ社会貢献機構（代表理事）[147]
  - 2019年11月に全日本社会貢献団体機構が改組した団体。杉浦は同機構の会長を務めていた[148]。
- 外国人材交流推進議員連盟
- みんなで靖国神社に参拝する国会議員の会
- 高速道路建設推進議員連盟
- 日韓議員連盟
- 国土審議会